# Keith M. Ball

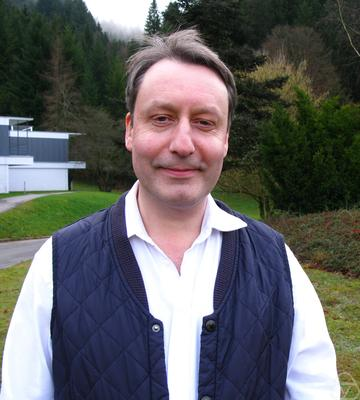
Keith Ball, Oberwolfach 2009

Keith M. Ball (* 1960) ist ein britischer Mathematiker, der sich mit Geometrie, Funktionalanalysis und Wahrscheinlichkeitstheorie beschäftigt. Er ist Professor an der Universität Warwick.
Ball studierte Mathematik an der Universität Cambridge mit dem Bachelorabschluss 1982 und der Promotion 1987 bei Béla Bollobás (Isometric problems in {\displaystyle l_{p}} and sections of convex sets). Danach war er an der Texas A&M University, bevor er 1990 Lecturer am University College London wurde, wo er 1996 Professor und 2006 Astor Professor für Mathematik wurde. Er ist Professor an der University of Warwick und seit 2010 Direktor des International Centre for Mathematical Sciences (ICMS) in Edinburgh.
Er war Gastwissenschaftler am Massachusetts Institute of Technology, dem Institut des Hautes Études Scientifiques, der Princeton University, bei Microsoft Research, der University of Michigan und dem Institut Henri Poincaré.
Mit Shiri Artstein, Franck Barthe und Assaf Naor löste er das Problem der monotonen Zunahme der Entropie der normalisierten Summen von n Zufallsvariablen mit der Anzahl n, zuerst untersucht von Claude Shannon.  Shannon selbst zeigte in den 1940er Jahren, dass die Entropie der Summe von zwei Zustandsvariablen größer oder gleich der von einer Zufallsvariablen ist. Der Satz ist ein Analogon des Zweiten Hauptsatzes der Thermodynamik für Summen von Zufallsvariablen.
Ball befasste sich mit verschiedenen Problemen der diskreten und konvexen Geometrie. Im Rahmen seiner Doktorarbeit bewies er 1986 u. a., wie groß der maximale Schnitt durch einen n-dimensionalen Würfel ist. 1991 bewies er den Plankensatz in reellen Banachräumen, der nach Ball sowohl als Verallgemeinerung des Satzes von Hahn und Banach, als scharfe quantitative Version des Satzes von Banach-Steinhaus und als eine geometrische Version des Schubfachprinzips aufgefasst werden kann. Er gab 1991 eine verbesserte (gegenüber der Schranke von Harold Davenport und Claude Rogers) untere Schranke für die Dichte von optimalen Gitterpackungen von Kugeln in n-dimensionalen euklidischen Räumen. Die Schranke ist die bisher beste bekannte.
Er verfasste auch ein populärwissenschaftliches Mathematikbuch.
1992 erhielt er den Whitehead-Preis und war 2003 bis 2004 Leverhulme Fellow. 2010 erhielt er eine Ehrenprofessur an der University of Edinburgh, als er wissenschaftlicher Direktor des International Centre for Mathematical Sciences (ICMS) wurde. 2013 wurde er Mitglied der Royal Society. Er ist Fellow der American Mathematical Society und der Royal Society of Edinburgh. 2022 war er eingeladener Sprecher auf dem Internationalen Mathematikerkongress (The probabilistic character of convex domains). 2023 wurde er zum Mitglied der Academia Europaea gewählt.
Er ist mit der Historikerin Sachiko Kusukawa verheiratet.

## Schriften
- Strange curves, counting rabbits and other mathematical explorations, Princeton University Press 2003, Review von Anita Barnes, Plus Magazine
- Herausgeber mit Vitali Milman Convex geometric analysis, Cambridge University Press 1999
- An elementary introduction to modern convex geometry, in Silvio Levy (Herausgeber) Flavors of Geometry, MSRI Lecture Notes, Cambridge University Press 1997
- Convex Geometry and Functional Analysis, in William Johnson, Joram Lindenstrauss (Herausgeber) Handbook of Banach Spaces, Elsevier 2001
- An elementary introduction to monotone transportation, in Vitali Milman, Gideon Schechtman (Hrsg.):  Israel Seminar on G.A.F.A. (Geometric Aspects of Functional Analysis), 2002–2003, Springer Verlag 2004, Lecture Notes in Mathematics
- Ball, Pools of Blood, Plus Magazine